# Nakhon Si Thammarat (provincie)
Nakhon Si Thammarat is een Thaise provincie in het zuiden van Thailand. In december 2002 had de provincie 1.533.894 inwoners, waarmee het de 8e provincie qua bevolking in Thailand is. Met een oppervlakte van 9942,5 km² is het de 18e provincie qua omvang in Thailand. De provincie ligt op ongeveer 780 kilometer van Bangkok. Nakhon Si Thammarat grenst aan de provincies/landen: Songkhla, Phattalung, Trang, Krabi en Surat Thani. Nakhon Si Thammarat heeft een kustlijn van ongeveer 225km.

## Provinciale symbolen
|  | Het provinciale zegel van Nakhon Si Thammarat. |

## Klimaat
De gemiddelde jaartemperatuur is 29 graden. De temperatuur varieert van 20 graden tot 37 graden. Gemiddeld valt er 2533 mm regen per jaar.

## Religie
De belangrijkste religie in Nakhon Si Thammarat is het theravadaboeddhisme (93,1 procent). De moslims vormen de grootste minderheid (6,2 procent).

## Politiek

### Bestuurlijke indeling
De provincie is onderverdeeld in 21 districten (Amphoe) namelijk:
| Amphoe \| 1. Mueang Nakhon Si Thammarat 2. Phorm Khiri 3. Lan Saka 4. Chawang 5. Phipun 6. Chian Yai 7. Cha-uat 8. Tha Sala 9. Thung Song 10. Na Bon 11. Thung Yai \| 12. Pah Phanang 13. Ron Phibun 14. Sichon 15. Khanom 16. Hua Sai 17. Bang Khan 18. Tham Phannara 19. Chulabhorn 20. Phta Phrom 21. Chaloem Phra Kiat \| | |
| 1. Mueang Nakhon Si Thammarat 2. Phorm Khiri 3. Lan Saka 4. Chawang 5. Phipun 6. Chian Yai 7. Cha-uat 8. Tha Sala 9. Thung Song 10. Na Bon 11. Thung Yai | 12. Pah Phanang 13. Ron Phibun 14. Sichon 15. Khanom 16. Hua Sai 17. Bang Khan 18. Tham Phannara 19. Chulabhorn 20. Phta Phrom 21. Chaloem Phra Kiat |